# Succo d'arancia

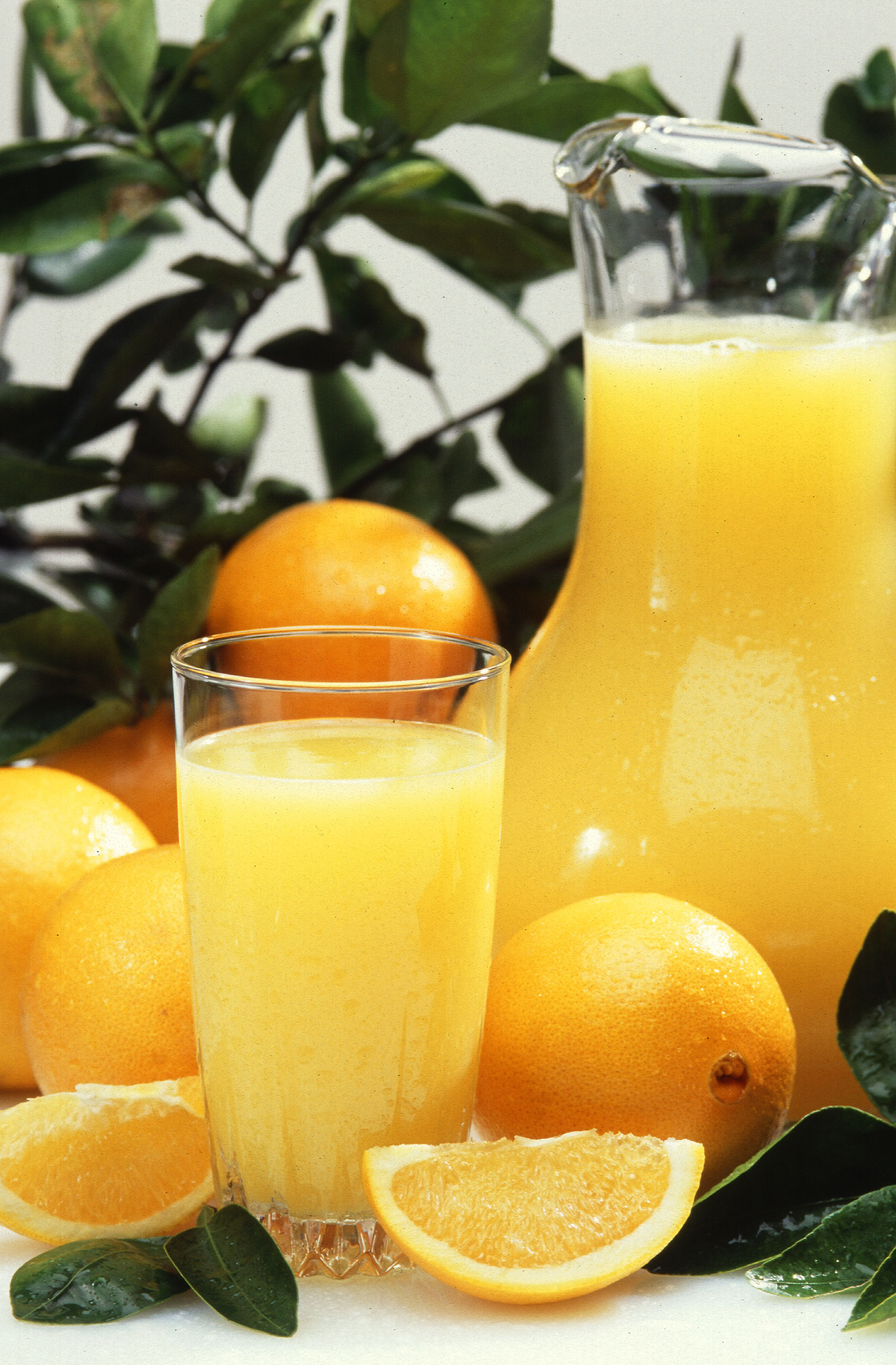
Succo d'arancia

Il succo d'arancia è un succo di frutta e succo che si ottiene dalla spremitura della polpa di arancia. È una bevanda diffusa in tutto il mondo e in alcuni paesi viene spesso usata per la colazione.

## Proprietà organolettiche
Da un'arancia si ottengono in media 90 grammi di succo e quando viene spremuta fresca, il succo presenta un sapore pizzicante e, secondo alcuni, acidulo. Leggermente acido, misto ad acqua e zucchero è un'importante fonte di vitamina B, C, zinco, potassio e calcio, un'aggiunta raccomandata per le donne in gravidanza o in procinto di esserlo.
Il succo di arancia contiene flavonoidi, ritenuti benefici per la salute. Siccome i flavonoidi sono contenuti nella polpa, il succo che contiene la polpa è generalmente più nutrizionale di quello che non la contiene.
A causa dell'acido citrico in esso contenuto il succo d'arancia ha un pH di 3.5, se viene bevuto a stomaco vuoto può aggravare problemi gastro-intestinali pregressi. Bere succo d'arancia per un prolungato periodo di tempo può potenzialmente erodere lo smalto dei denti e provocare danno esofageo (come l'assunzione di integratori di acido ascorbico).

## Produzione e consumo
Il più grande esportatore di succo d'arancia è il Brasile, seguito dagli Stati Uniti d'America. Solitamente il succo da esportare viene prima concentrato, poi congelato o liofilizzato, ed infine ricostituito con acqua nel luogo di destinazione. Quando al succo d'arancia concentrato viene ripristinata l'acqua, si dice che viene "ricostituito"; la maggior parte del succo d'arancia commercializzato e consumato nel mondo è succo ricostituito. Il succo grezzo non concentrato, trasportato in forma liquida, viene denominato e commercializzato dai vari produttori come "succo diretto"; ai consumatori di Stati Uniti, Canada e Regno Unito viene denominato e venduto come "non dal concentrato" (not from concentrate, NFC). C'è una grande differenza tra il volume del succo concentrato o grezzo, e questo causa una rilevante differenza in termini di prezzo di acquisto.
Alcuni produttori aggiungono acido citrico e ascorbico, anche se già contenuti naturalmente nel succo d'arancia, mentre altri includono elementi come il calcio e la vitamina D, non presente in natura nelle arance. Vengono anche commercializzati succhi d'arancia con un ridotto livello di acidità.

### Mercato del succo d'arancia
Il FCOJ-A (acronimo di Frozen Concentrated Orange Juice - Grade A, ovvero succo concentrato d'arancia ghiacciato di grado A, è una categoria stabilita dal Dipartimento dell'agricoltura degli Stati Uniti d'America) è il contratto futures con cui si scambia il succo d'arancia sui mercati finanziari.

#### Fattori
Il prezzo del succo d'arancia è influenzato dai seguenti fattori:
- Clima: Il tempo gioca un ruolo enorme nello spostamento dei prezzi del succo d'arancia. La Florida è l'epicentro della produzione di succo d'arancia negli Stati Uniti e lo Stato vive condizioni meteorologiche molto instabili. Negli ultimi anni, i danni causati dagli uragani in autunno e le gelate eccessive in inverno hanno decimato molti aranceti. I commercianti di succo d'arancia prestano molta attenzione alle previsioni del tempo. A volte l'anticipazione del maltempo, come un uragano in arrivo, può causare forti picchi nei prezzi del succo d'arancia. Se i danni causati dal maltempo si rivelano inferiori al previsto, i prezzi possono tornare al punto di partenza.
- Domanda dei consumatori: la domanda dei consumatori di succo d'arancia è sorprendentemente più volatile di altre materie prime agricole. Negli ultimi anni la domanda è diminuita vertiginosamente, in particolare negli Stati Uniti. Ci sono molte possibili spiegazioni per questo declino. La diminuzione dell'importanza culturale della colazione e l'alto contenuto di zucchero del succo d'arancia sono due possibili ragioni. Tuttavia, la maggior parte dei cali dei consumi si è verificata negli Stati Uniti e in Germania, mentre i paesi emergenti come Cina, Brasile e Russia registrano aumenti. Il succo d'arancia è ancora un ingrediente importante per la colazione in molte culture. I commercianti di succo d'arancia dovrebbero prestare attenzione a questi modelli di consumo in quanto possono offrire importanti indizi sui prezzi futuri.
- Stime di produzione dell'USDA: il Dipartimento dell'Agricoltura degli Stati Uniti (USDA) pubblica ogni ottobre delle stime che prevedono la produzione di arance per l'anno successivo. Le immagini satellitari degli aranceti e i progressi moderni nella stima dei raccolti agricoli dovrebbero rendere questo numero abbastanza prevedibile, ma non è affatto prevedibile. Negli ultimi anni, gli errori di previsione hanno portato a sorprese nell'offerta e queste sorprese possono muovere i mercati. Anche le sorprese di approvvigionamento dal Brasile, il più grande produttore mondiale di succo d'arancia, possono creare volatilità dei prezzi. Infatti, nonostante il calo della domanda globale di succo d'arancia, i prezzi sono rimasti fermi a causa della carenza di offerta sia dagli Stati Uniti che dal Brasile. Preoccupazioni per la sicurezza alimentare: agricoltura indotta da sostanze chimiche. Le preoccupazioni per la sicurezza alimentare possono causare shock nell'offerta e prezzi più elevati del succo d'arancia. I coltivatori usano spesso prodotti chimici e pesticidi per proteggere le loro colture dai danni degli insetti. In passato, l'uso di questi prodotti ha portato a divieti sulle importazioni di arance e ad un aumento dei prezzi dei succhi d'arancia.
- Malattie degli aranci: i raccolti sia in Brasile che negli Stati Uniti hanno affrontato minacce nel recente passato a causa di malattie che uccidono gli aranci. Il fatto che gli scienziati riescano o meno a sradicare queste malattie potrebbe avere un grande impatto sui prezzi del succo d'arancia.